# 烷基酚

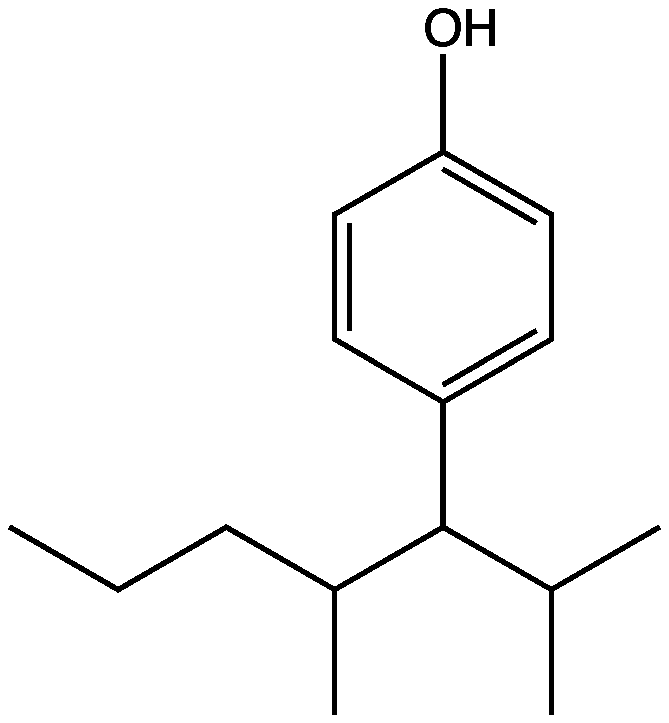
烷基酚 壬基酚的化学结构式

烷基酚（英語：Alkylphenol）是一类由酚烷基化後产生的化合物。此名詞一般用來表示有商業價值的丁基酚、戊基酚、庚基酚、辛基酚、壬基酚、癸基酚及相關的長鏈烷基酚（Long chain alkyl phenols，LCAP）。甲基酚、二甲基酚及乙基酚、丙基酚等也属于烷基酚中的短鏈烷基酚（Short chain alkyl phenols, SCAP），不過一般提及烷基酚時，多半不包括這些酚類。
烷基酚為一種仿雌激素。也是已知的內分泌干擾素。

## 短鏈烷基酚
短鏈烷基酚（SCAP）共有35种：
- C0：苯酚（一种）
- C1：甲酚（3种异构体）
- C2：二甲苯酚（6种异构体）; 乙苯酚（3种异构体）
- C3：三甲苯酚（6种异构体）; 甲乙苯酚（10种异构体）; 丙基酚：正丙基苯酚（3种异构体）; 异丙基苯酚（3种异构体）

## 長鏈烷基酚製備
長鏈的烷基酚一般是利用酚和烯烴的烷基化來製備：
C6H5OH  + RR'C=CHR"   →   RR'CH-CHR"-C6H4OH
每年以此方式製造的烷基酚約有五十萬公噸。

## 長鏈烷基酚的應用
長鏈烷基酚廣泛的用在洗滌劑中，也是燃油、潤滑油及聚合物中的添加物，及酚醛樹脂之原料之一。

## 壬基酚的環保爭議
歐盟由於壬基酚的「毒性、持久性及生物累積性」，因此限制壬基酚的使用，但美國環保署的步調相對較慢，因原因是為了確保對應的行動是根據「可靠的科學基礎」